# Amalgamated Copper Mining Company
L'Amalgamated Copper Mining Company, l'un des plus importants trust du XXe siècle, a été créé dans le domaine minier en 1899 par Marcus Daly et plusieurs administrateurs de la Standard Oil de John D. Rockefeller. Dans les années 1920, c'était la quatrième société mondiale.

## Histoire
Fondée en 1899, l'Amalgamated Copper prend la majorité des actions de la société Anaconda Copper, premier producteur mondial de cuivre, basée à Butte (Montana), et fondée en 1881 par Marcus Daly, qui devient président d'une holding de 75 millions de dollars de périmètre peu avant son décès en 1900.
Marcus Daly a reçu le soutien d'Henry Huttleston Rogers, un ami de John D. Rockefeller et de son frère William Rockefeller, mais aussi de l'écrivain et entrepreneur Thomas W. Lawson. Jusqu'en 1915, la société s'appellera "Amalgamated Copper Mining Company", sans rien renier de son identité de trust. John D. Ryan, l'ami de la veuve de Marcus Daly, gère sa fortune et les dirigeants du trust font appel à ses talents de négociateur pour édifier un monopole intégrant le rival Fritz Augustus Heinze et sa société fondée en 1902, l'United Copper Company. Le succès des gisements du Pays de cuivre, dans le Michigan vient cependant ruiner ces efforts. Le groupe rachète aussi des sociétés consommatrices de métaux, comme l'"American Brass Company", l'un des premiers brasseurs de bière américains.
En 1917, la compagnie fait assassiner Frank Little, l'un des dirigeants des Industrial Workers of the World.